# Вознесенка (Бирский район)
Вознесенка (баш. Вознесенка) — деревня в Бирском районе Республики Башкортостан Российской Федерации. Входит в состав Кусекеевского сельсовета. 

## География

### Географическое положение
Расстояние до:
- районного центра (Бирск): 15 км,
- центра сельсовета (Кусекеево): 5 км,
- ближайшей ж/д станции (Уфа): 117 км.

## Население
| 2002 | 2009 | 2010 |
| ---- | ---- | ---- |
| 16   | ↘8   | ↘3   |

Согласно переписи 2002 года, преобладающие национальности — русские (62 %), татары (38 %).